# Yorkville (Wisconsin)
Yorkville es un pueblo ubicado en el condado de Racine en el estado estadounidense de Wisconsin. En el Censo de 2010 tenía una población de 3071 habitantes y una densidad poblacional de 35,14 personas por km².

## Geografía
Yorkville se encuentra ubicado en las coordenadas 42°43′12″N 88°0′5″O / 42.72000, -88.00139. Según la Oficina del Censo de los Estados Unidos, Yorkville tiene una superficie total de 87.39 km², de la cual 87.08 km² corresponden a tierra firme y (0.35%) 0.31 km² es agua.

## Demografía
Según el censo de 2010, había 3071 personas residiendo en Yorkville. La densidad de población era de 35,14 hab./km². De los 3071 habitantes, Yorkville estaba compuesto por el 96.91% blancos, el 0.68% eran afroamericanos, el 0.26% eran amerindios, el 0.85% eran asiáticos, el 0% eran isleños del Pacífico, el 0.52% eran de otras razas y el 0.78% pertenecían a dos o más razas. Del total de la población el 3.13% eran hispanos o latinos de cualquier raza.